# Règles et usages du commerce intereuropéen des pommes de terre
Les Règles et usages du commerce intereuropéen des pommes de terre (RUCIP) sont un ensemble de règles régissant les échanges entre fournisseurs et clients acquéreurs de pommes de terre dans les pays de l'Union européenne. Ces règles sont complétées par des règlements pour l'expertise et pour l'arbitrage. 
La dernière édition du RUCIP, appelée « RUCIP 2006 », est en vigueur depuis le 1er mars 2006. 
Ces règles sont établies et gérées par le Comité européen RUCIP dont le siège est à Paris (France) et qui regroupe les organisations professionnelles concernées, à savoir :
- Europatat (ancienne « Union européenne du commerce de gros des pommes de terre »),
- Intercoop Europe (ancienne « Confédération européenne de l’agriculture »),
- Union européenne des industries de transformation de la pomme de terre (European Potato Processors Association - EUPPA).

Le Comité européen est représenté dans les différents pays concernés par des comités nationaux.
Les règles du RUCIP peuvent s'appliquer, sous réserve que le contrat commercial le prévoit, à toutes les transactions de pommes de terre. Il peut s'agir de vente, achat, courtage, commission, transport, magasinage, assurance, etc., aussi bien pour les pommes de terre de semences, de primeurs, de conservation ou pour l'industrie, entre contractants appartenant à des pays de l'Union européenne, ou avec un contractant extra-communautaire. 
Le recours au RUCIP implique en cas de litige l'appel exclusif à la Commission d'arbitrage compétente prévue par le « Règlement pour l'arbitrage ».
La première version du RUCIP, créée en 1956 par l’Union européenne du commerce de gros des pommes de terre, a été modifiée et actualisée en 1972, 1986, 1993, 2000 pour aboutir à la version actuelle en 2006.